# (300172) 2006 VS168
(300172) 2006 VS168 es un asteroide perteneciente al cinturón de asteroides descubierto el 1 de noviembre de 2006 por el equipo del Catalina Sky Survey desde el Catalina Sky Survey, Arizona, Estados Unidos.

## Designación y nombre
Designado provisionalmente como 2006 VS168.

## Características orbitales
2006 VS168 está situado a una distancia media del Sol de 3,006 ua, pudiendo alejarse hasta 3,470 ua y acercarse hasta 2,541 ua. Su excentricidad es 0,154 y la inclinación orbital 14,69 grados. Emplea 1903,87 días en completar una órbita alrededor del Sol.

## Características físicas
La magnitud absoluta de 2006 VS168 es 16,1. 